# Josef Hellmesberger senior
Josef (eller Joseph) Hellmesberger (3. november 1828 i Wien — 24. oktober 1893 sammesteds) var en østrigsk violinist, søn af Georg Hellmesberger senior, far til Josef Hellmesberger junior.
Hellmesberger blev i 1851 artistisk direktør for Gesellschaft der Musikfreunde i Wien, 1859 professor i violin ved konservatoriet, 1860 koncertmester ved operaen og 1877 hofkapelmester. Han har gjort sig særlig fortjent ved de af ham fra 1849 foranstaltede kvartetsoireer.